# Кубок Ірландії з футболу 2001—2002
Кубок Ірландії з футболу 2001—2002 — 81-й розіграш кубкового футбольного турніру в Ірландії. Переможцем вдев'яте став Дандолк.

## 1/16 фіналу
| Команда 1            | Рахунок | Команда 2             |
| -------------------- | ------- | --------------------- |
| 13 грудня 2001       |         |                       |
| Дандолк              | 1:1     | Голвей Юнайтед        |
| Ворменс Данлірі (3)  | 0:3     | Шелбурн               |
| Деррі Сіті           | 2:0     | Мервю Юнайтед (3)     |
| 14 грудня 2001       |         |                       |
| Сент-Патрікс Атлетік | 0:1     | Брей Вондерерз        |
| Дроеда Юнайтед (2)   | 1:1     | УКД                   |
| Гленмор Дандрум (3)  | 0:0     | Дублін Сіті (2)       |
| 15 грудня 2001       |         |                       |
| Лонгфорд Таун        | 1:4     | Богеміан              |
| 16 грудня 2001       |         |                       |
| Монахан Юнайтед      | 2:1     | Атлон Таун (2)        |
| Слайго Роверз (2)    | 2:0     | Лідс (3)              |
| Черрі Орчард (3)     | 2:0     | Ґарда (3)             |
| Гліб Норт (3)        | 1:2     | Лімерик (2)           |
| Сент-Кевінс Бойс (3) | 1:1     | Рокмаунт (3)          |
| Тереньюр Колледж (3) | 0:1     | Ков Рамблерс (2)      |
| Корк Сіті            | 0:1     | Шемрок Роверс         |
| Кілкенні Сіті (2)    | 2:1     | Вотерфорд Юнайтед (2) |
| 19 грудня 2001       |         |                       |
| Фінн Гарпс (2)       | 5:1     | Грейстонс (3)         |

Перегравання
| Команда 1       | Рахунок | Команда 2            |
| --------------- | ------- | -------------------- |
| 18 грудня 2001  |         |                      |
| Голвей Юнайтед  | 0:1     | Дандолк              |
| УКД             | 2:0     | Дроеда Юнайтед (2)   |
| 20 грудня 2001  |         |                      |
| Дублін Сіті (2) | 5:1     | Гленмор Дандрум (3)  |
| 23 грудня 2001  |         |                      |
| Рокмаунт (3)    | 2:3     | Сент-Кевінс Бойс (3) |

## 1/8 фіналу
| Команда 1            | Рахунок | Команда 2        |
| -------------------- | ------- | ---------------- |
| 11 січня 2002        |         |                  |
| Дублін Сіті (2)      | 0:2     | Брей Вондерерз   |
| Шемрок Роверс        | 4:1     | Монахан Юнайтед  |
| Богеміан             | 2:0     | Ков Рамблерс (2) |
| 12 січня 2002        |         |                  |
| Слайго Роверз (2)    | 2:1     | Лімерик (2)      |
| Фінн Гарпс (2)       | 2:1     | Шелбурн          |
| 13 січня 2002        |         |                  |
| Черрі Орчард (3)     | 0:3     | УКД              |
| Кілкенні Сіті (2)    | 2:3     | Дандолк          |
| Сент-Кевінс Бойс (3) | 0:0     | Деррі Сіті       |

Перегравання
| Команда 1     | Рахунок | Команда 2            |
| ------------- | ------- | -------------------- |
| 20 січня 2002 |         |                      |
| Деррі Сіті    | 1:0     | Сент-Кевінс Бойс (3) |

## 1/4 фіналу
| Команда 1      | Рахунок | Команда 2         |
| -------------- | ------- | ----------------- |
| 7 лютого 2002  |         |                   |
| Дандолк        | 1:1     | Фінн Гарпс (2)    |
| 8 лютого 2002  |         |                   |
| Шемрок Роверс  | 2:0     | Слайго Роверз (2) |
| Богеміан       | 1:1     | Брей Вондерерз    |
| 10 лютого 2002 |         |                   |
| УКД            | 2:2     | Деррі Сіті        |

Перегравання
| Команда 1      | Рахунок | Команда 2 |
| -------------- | ------- | --------- |
| 12 лютого 2002 |         |           |
| Фінн Гарпс (2) | 0:2     | Дандолк   |
| Брей Вондерерз | 0:4     | Богеміан  |
| Деррі Сіті     | 1:0 дч  | УКД       |

## 1/2 фіналу
| Команда 1       | Рахунок | Команда 2     |
| --------------- | ------- | ------------- |
| 8 березня 2002  |         |               |
| Дандолк         | 4:0     | Шемрок Роверс |
| 10 березня 2002 |         |               |
| Богеміан        | 2:1     | Деррі Сіті    |

## Фінал
| 7 квітня 2002 |

| Богеміан     | 1:2 | Дандолк         |
| ------------ | --- | --------------- |
| О'Коннор 40' |     | Хейлок 44', 50' |

| Толка Парк, Дублін Глядачів: 9 200 Арбітр: Пол Маккеон |